# Jacques Mabile
Pour les articles homonymes, voir Mabile.
Jacques Mabile (30 mars 1923 à Châlons-sur-Marne-21 janvier 1971 à Mézilhac)  est un ingénieur et homme d'affaires français, diplômé de l'École polytechnique (promotion 1941), de l'École des mines de Paris et du Corps des mines.
Jacques Mabile commence sa carrière à l'arrondissement minéralogique de Clermont-Ferrand en 1945, puis il est affecté à Metz en 1948. En 1952, il est nommé par Pierre Guillaumat à la tête des recherches et exploitations minières du Commissariat à l'énergie atomique. À ce poste, il va continuer, puis amplifier, l'œuvre de Marcel Roubault. Le 21 octobre 1954, Jacques Mabile définit des "zones d'achat" par le CEA de minerais d’uranium en Bretagne et dans le Massif Central. Il est aussi à l'initiative de la création des sociétés minières privées de l'uranium au Gabon et au Niger, qui deviendront la Cogema puis Areva.
En 1961, il dirige non seulement les activités de recherches et exploitations minière du CEA, mais aussi les usines de productions d'uranium installées du Bouchet et de Malvési, le centre de Marcoule, Miramas, l'usine d'extraction du plutonium de La Hague et l'usine de Pierrelatte. 
Jacques Mabile meurt le 21 janvier 1971 dans un accident d'avion en Ardèche, alors qu'il se rendait à Pierrelatte. 

## Mandats sociaux
Il était président de la SIMO et de la Société URANEX et administrateur du BRGM, d'Eurochemic, de la COMUF, de la SOMAIR et de la SRU.

## Décorations
- Officier de la Légion d'honneur (1967)[5] ;
- Officier des Palmes académiques ;
- Commandeur de l'Ordre de l'Étoile équatoriale (Gabon) ;
- Officier du Mérite centrafricain.